# Cornago
Cornago és un municipi de la Rioja, a la regió de la Rioja Baixa. Es troba dins de la Sierra d'Alcarama, limitant amb la província de Sòria al sud. Al nord es troba la sierra de Peñalosa. Les altituds més grans es troben a l'alt de la Nevera amb 1366 msnm, al de Cabeza de la Hoya amb 1349 msnm, i a l'Alto de los Tres Mojones.